# 서프리슬란트 제도
서프리슬란트 제도(네덜란드어: Waddeneilanden, 서프리슬란트어: Waadeilannen)은 네덜란드 북부 연안의 가장자리를 따라 늘어선 북해, 바덴해의 열도이다. 동쪽으로 독일의 동프리슬란트 제도와 맞닿아 있으며 이들과 프리슬란트 제도를 이룬다.

## 지리
서쪽에서 동쪽으로 노르데르하크스, 텍셀, 플릴란트, 리헐, 흐린트, 테르스헬링, 아멜란트, 리프,  엥엘스만플란트, 스히르모니코흐, 로튀메르플라트, 로튀메르흐, 자위데르다윈티어스로 이어진다.
노르데르하크스섬과 텍셀섬은 노르트홀란트주에, 플릴란트, 리헐, 흐린트, 테르스헬링, 아멜란트, 리프, 엥엘스만플란트, 스히르모니코흐섬은 프리슬란트주에 속한다. 나머지 3개 섬은 흐로닝언주에 속한다.
프리슬란트 열도는 빙하로 형성된 모래톱의 일부로, 먼 옛날에는 네덜란드의 해안선에 해당되는 지역이었으나 수천 년 전 바덴해 형성으로 침수되어 열도를 이루게 된 것으로 추정된다.
오늘날에는 휴양지로 가장 유명하다. 네덜란드 본토에서 출발하는 정기 페리선과 지역여행사를 통해 섬 관광이 가능하다. 대부분 섬에서는 자전거로 이동하는 것이 가장 유리하며, 플릴란트섬과 스히르모니코흐섬에서는 현지 주민들에게만 자동차 통행이 허용된다.

## 같이 보기
- 프리슬란트
- 네덜란드의 섬 목록